# Trochosa urbana
Espèce
Synonymes
- Tarentula urbana gofensis Strand, 1906
- Tarentula urbana hova Strand, 1907
- Tarentula sansibarensis Strand, 1907
- Tarentula urbana molensis Strand, 1908
- Trochosina arctosaeformis Caporiacco, 1940

Trochosa urbana est une espèce d'araignées aranéomorphes de la famille des Lycosidae.

## Distribution
Cette espèce se rencontre en Afrique du Nord, en Israël, en Irak, en Iran, en Afrique de l'Est, à Madagascar et aux Seychelles.

## Description
Le mâle décrit par Marusik, Nadolny et Koponen en 2020 mesure 7,6 mm, les mâles mesurent de 4,8 à 7,6 mm et les femelles de 7,2 à 9,6 mm.

## Systématique et taxinomie
Cette espèce a été décrite par O. Pickard-Cambridge en 1876.
Tarentula urbana gofensis, Tarentula urbana hova, Tarentula sansibarensis, Tarentula urbana molensis et Trochosina arctosaeformis ont été placées en synonymie par Marusik, Nadolny et Koponen en 2020.

## Publication originale
- O. Pickard-Cambridge, 1876 : « Catalogue of a collection of spiders made in Egypt, with descriptions of new species and characters of a new genus. » Proceedings of the Zoological Society of London, vol. 1876, p. 541-630 (texte intégral).